# Orlando Caramuru Miranda
Orlando Caramuru Miranda (Campos dos Goytacazes, 9 de setembro de 1927 — Rio de Janeiro, 05 de Julho de 1985) foi um jornalista, artista gráfico e empresário brasileiro.
Formado em Filosofia pela U.D.F, foi um jornalista autodidatae trabalhou nos jornais Manchete e no Última Hora, foi também assistente na Revista da Semana, responsável pela arte da revista Filme Cultura e secretário de redação da revista O Cruzeiro, sendo enviado por esta publicação para cobrir a inauguração de Brasília. Trabalhou com o diretor e produtor Jorge Ileli, na produção e roteiro do filme "O Mundo em que Getúlio viveu" de 1963 e fez parte da comissão julgadora do Prêmio ESSO de Jornalismo de 1963. Também foi dono da rede de livraria Entrelivros, que chegou a ser a maior da cidade do Rio de Janeiro.